# Botnleðja
Botnleðja est un groupe islandais de rock, originaire de Hafnarfjörður. 

## Histoire
Le groupe est formé au début des années 1990 à Hafnarfjörður. À cette période, il se compose de Heiðar Erni Kristjánsson au chant et à la guitare, Ragnar Pál Steinsson à la basse, et Harald Frey Gíslasson à la batterie. Kristinn Gunnar Blöndal était la claviériste du groupe pendant la période où ils ont créé le groupe Magnyl. Le guitariste Andri Freyr Viðarsson a succédé à Kristni, et a participé à de nombreux concerts du groupe à travers le monde et en Islande. Il n'a joué sur aucun album de Botnleðja. Heiðar et Haraldur font également partie de la mafia Hafnarfjörður, de l'équipe de soutien du FH Hafnarfjörður et de Pollapönk.
Botnleðja remporte un « concours entre groupes » appelé Músíktilraunir en 1995,. Botnleðja fait une tournée au Royaume-Uni, et ouvre pour le groupe britannique Blur en 1997, l'album Blur. Par ailleurs, la chanson à succès Song 2 de Blur emprunte le « woo-hoo » entraînant de la chanson Þið eruð frábær de Botnleðja.
Le groupe participe au concours de qualification du Concours Eurovision de la chanson 2003 avec son morceau Eurovísa, et descend à la deuxième place derrière Birgitta Haukdal. C'est cette même année que le groupe sort son dernier album en date, Iceland National Park. Botnleðja se sépare en 2004.
Neuf ans plus tard, en 2011, le groupe se reforme pour sortir Þegar öllu er á botninn hvolft, une compilation de remasters, de faces B, de démos et de nouveaux morceaux. Après quelques concerts peu médiatisés le même été, ils se séparent de nouveau en 2013 après un concert à Gaukurinn. En 2023, Botnleðja sort d'une inactivité de 10 ans pour jouer avec le groupe Pavement in Harpa. Le 28 juillet 2023, ils jouent avec le groupe américain Pavement pour la première fois en Islande.

## Membres
- Heiðar Örn Kristjánsson — chant, guitare
- Ragnar Páll Steinsson — basse

### Ancien membre
- Haraldur Freyr Gíslason — batterie

## Discographie

### Albums studio
- 1995 : Drullumall[2]
- 1996 : Fólk er Fífl
- 1998 : Magnyl
- 2000 : Douglas Dakota
- 2003 : Iceland National Park

### Compilation
- 2013 : Þegar öllu er á botninn hvolft

### Singles
- 2013 : Panikkast
- 2013 : Slóði